# Prix Esso de journalisme
Le Prix Esso de journalisme (Prêmio Esso de Jornalismo), auparavant connu comme Prix Esso de reportage, est un prix annuel de journalisme offert par la compagnie Esso au Brésil. 
Le prix a été créé en 1955 par Ney Peixoto do Vale, qui en a eu l'inspiration à partir du Prix Pulitzer. Il est reconnu comme l'un des plus importants du journalisme brésilien.
Le prix a été interrompu en 2016.

## Lauréats
- 2008 : Elvira Lobato